# Theodor Hausmann (Mediziner)

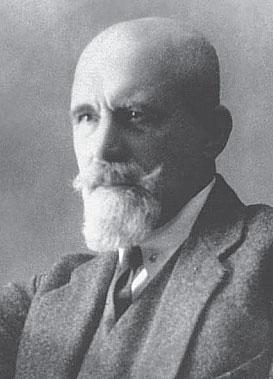
Theodor Hausmann

Theodor Georg Hausmann (russisch Фёдор Оскарович Гаусман, Transliteration: Fëdor Oskarovič Gausman; belarussisch Фёдар Аскаравіч Гаўсман, Transkription: Fjodar Askarawitsch Hausman; * 20. Oktober 1868 in Grodno, Gouvernement Grodno, Russisches Kaiserreich; † 1944 in Innsbruck) war ein Internist. Er gilt als Mitbegründer der medizinischen Wissenschaft in der Belarussischen Sozialistischen Sowjetrepublik (BSR).

## Leben
Theodor Hausmann wuchs in einer deutschbaltischen, lutherischen Familie in Grodno auf. Nach dem Abschluss der Mittelschule in Reval studierte er ab 1888 an der Medizinischen Fakultät der Kaiserlichen Universität Dorpat, unterbrach sein Studium jedoch um fünf Jahre als Militärarzt im Bezirk Warschau zu dienen. Nachdem er sein Studium beendet hatte, zog er nach Berlin, wo er von 1901 bis 1902 als Assistent von Carl Anton Ewald im Kaiserin-Augusta-Hospital arbeitete. 1905 promovierte er an seiner alten Universität, die nun den Namen Imperatorskij Jur'evskij Universitet trug. Dort begann auch seine akademische Karriere. Er wurde leitender Laborant am Institut für Pathologie und Gerichtsmedizin. Als Mitglied des Russischen Roten Kreuzes und des Roten Halbmondes konnte er auch Dienstreisen unter anderem in die Mandschurei unternehmen.
Anschließend ging er nach Orjol, wo er zu Methoden der Palpations-Diagnostik des Magen-Darm-Traktes forschte und publizierte. 1909 wurde er Leiter einer chemischen und bakteriologischen Beratungsstelle in Tula. Von Tula wechselte er 1911 nach Rostock, wo er als Assistent von Friedrich Martius arbeitete. Anschließend kam er ins Berliner Charité, wo er unter der Leitung von Friedrich Kraus arbeitete und unterrichtete. 1912 erhielt er von der Universität Kiew einen Ehrendoktortitel für seine Leistungen um die russische Medizin.
Während des Ersten Weltkriegs musste er Deutschland verlassen und kehrte zurück nach Russland, wo er zum Militärdienst eingezogen wurde. So arbeitete er in verschiedenen Militärlazaretten als Internist. Nach der Februarrevolution 1917 fand er eine Stelle als Privatdozent an der medizinischen Fakultät der Moskauer Universität. Außerdem arbeitete er als Berater am Staatlichen Institut für Haut- und Geschlechtskrankheiten.
1924 wechselte er an die Belarussische Staatsuniversität und wurde dort Leiter der Medizinischen Fakultät, die sich gerade im Aufbau befand. Hausmann forschte unter anderem zu Syphilis und Tuberkulose. Dort arbeitete er auch mit Sergei Melkich, dem früheren Leiter der Fakultät zusammen. Beide teilten sich ab 1927 die therapeutische Lehrklinik. Melkich übernahm die erste, Hausmann die Leitung der 2. Lehrklinik. Während dieser Zeit war er außerdem Lektor der Fachzeitschrift Belaruskaja Medytschnaja dumka.
In den 1930ern wurde er Lehrstuhlinhaber für Spitaltherapie am Staatlichen Medizinischen Institut Minsk. 1931 wurde er zum Verdienten Wissenschaftler der BSSR ernannt, 1932 folgte eine Festschrift zu seinem Forscherjubiläum. Zudem wurde er 1933 zu einem Mitglied der Belarussischen Akademie der Wissenschaften ernannt und glaubhaften Quellen zufolge für den Nobelpreis 1934 vorgeschlagen. 1940 wurde er schließlich zum Professor ernannt.
Der Überfall auf die Sowjetunion bedeutete für Hausmann den Verlust seiner gesamten Lebensgrundlage. Seine beiden Arbeitgeber, die Akademie der Wissenschaften und die Medizinische Fakultät, schlossen kriegsbedingt, was einen Verlust seines gesamten Einkommens zur Folge hatte. Auch sein angespartes Privatvermögen fiel einem Hausbrand zum Opfer. Seine Wohnung, die sich in der Fakultät befand, wurde von der Wehrmacht beschlagnahmt. Zwar durfte er wohnen bleiben, doch fiel die Heizung im Winter 1941/42 aus. Als Berater des russischen Stadthospitals konnte sich der bereits über 70-Jährige gerade noch über Wasser halten. Als „Volksdeutscher“ hoffte er auf Hilfestellung, die ihm jedoch vonseiten des nationalsozialistischen Regimes verwehrt wurde. So durfte er nicht ins Deutsche Reich umsiedeln. Zudem hatte er nun gesundheitliche Probleme. Er musste sich dringend einer Blasenoperation unterziehen, für die er 1942 auf eigene Kosten nach Berlin reiste.
Zurück in Minsk versuchte er dem deutschen Regime seine medizinischen Fähigkeiten anzubieten. So bot er an seine letzten fachwissenschaftlichen Untersuchungen der deutschen Wissenschaft zur Verfügung zu stellen, um im Austausch Lebensmittelkarten zu erhalten. Er erkrankte kurz darauf aber an bronchialer Tuberkulose. 1944 gelang es ihm schließlich, eine Umsiedlung zu erreichen und er machte sich zusammen mit seiner Frau auf den Weg nach Prag. In Innsbruck verstarb er jedoch bei einer Gallenblasenoperation infolge einer Bauchfellentzündung.

## Verurteilungen von russischer und belarussischer Seite
Hausmanns Aufenthalt im besetzten Minsk kam schon zu seinen Lebzeiten einem Verbrechen gleich. Gegen ihn wurden schwere Kollaborationsvorwürfe erhoben, und im Juni 1942 wurde er zum „Verräter des russischen Volkes“ erklärt. Im November 1947 wurde ihm der Akademie-Titel posthum entzogen und er wurde weiterhin als Verräter gebrandmarkt. Erst in der poststalinistischen Zeit wurde er aufgrund von Aussagen seiner medizinischen Kollegen und Studenten rehabilitiert und sein Werk für die belarussische Medizin wurde wieder anerkannt. Im Laufe seiner akademischen Karriere hatte er über 130 wissenschaftliche Arbeiten veröffentlicht, die international beachtet wurden.

## Werke (Auswahl)
Ganzschriften
- Problema vnelegočnogo tuberkuleza, patogenez i profilaktičesko lečenie ego s promoščju tuberkulina. Minsk 1932.
- Die methodische Gastrointestinalpalpation und ihre Ergebnisse. Hrsg. von E. Fuld. Berlin 1918.
- Die latenten und maskierten Nierenbeckenerkrankungen. Berlin 1914.
- Die syphilistischen Tumoren der Oberbauchgegend, insbesondere des Magens und ihre Diagnostizierbarkeit. Berlin 1911.
- Die methodische Intestinalpalpation mittels der topographischen Gleit- und Tiefenpalpation und ihre Ergebnisse mit Einschluß der Ileocoecalgegend und mit Berücksichtigung der Lageanomalien des Darmes. Berlin 1910. (russ. Ausg. 1912)
- Die methodische Intestinalpalpation mittels der topographischen Göleit- und Tiefenpalpation. Berlin 1910.

Aufsätze
- Die luetischen Erkrankungen der Bauchorgane. In: Sammlung zwangloser Abhandlungen aus dem Gebiete der Verdauungs- und Stoffwechsel-Krankheiten 4. Heft 5, 1913.
- Ueber die intravenöse Infusion des Arsenobenzols, ihre Technik und ihren Wert. In: P. Ehrlich (Hrsg.): Abhandlungen über Salvarsan (Ehrlich-Hata-Präparat 606 gegen Syphilis). München 1911, S. 29–41.
- Über das Tasten normaler Magenteile. Nebst Bemerkungen zur Höhenbestimmung der Bauchorgane. In: Archiv für Verdauungskrankheiten. 13, 1907, S. 394–429.